# Eremias scripta
Eremias scripta este o specie de șopârle din genul Eremias, familia Lacertidae, ordinul Squamata, descrisă de Strauch 1867.

## Subspecii
Această specie cuprinde următoarele subspecii:
- E. s. lasdini
- E. s. pherganensis
- E. s. scripta